# Diligența (film din 1939)
Diligența (titlul original: Stagecoach) este un film western american, realizat în 1939 de regizorul John Ford. Filmul povestește istoria câtorva călători care parcurg cu o diligență distanța între Tonto (Arizona) până la Lordsburg (New Mexico). Acțiunea se petrece la începutul anilor 1880 pe fundalul istoric în care Geronimo, o căpetenie apașă, răspândește teroarea pe granița între Teritoriul Arizona și New Mexico.

## Conținut
Într-o scurtă introducere este prezentat mediul istoric al acțiunii filmului în zona locuită de apași. O  mână de războinici pe picior de război din acest trib, sub conducerea căpeteniei Geronimo provoacă groază în zona teritoriului locuită de ei, fiind foarte periculoși. 
În orășelul Tonto din Arizona tocmai sosește poștalionul care a adus în afară de pasageri, marfă dar mai ales o suma mare de bani pentru banca din localitate.  Acum se formează o nouă grupă eterogenă de călători, care doresc sa ajungă la Lordsburg în New Mexico.
Alături de Buck, binevoitorul vizitiu dar care nu știe să se impună, mai ia loc pe capra diligenței șeriful Curly Wilcox, aflat în urmărirea condamnatului Ringo care a evadat și se presupune că ar fi în Lordsburg. 
În diligență călătorește Dna. Mallory, soția gravidă a ofițerului Mallory cu care trebuie să se întâlnească la stația următoare, Apache Wells. Ca si ea,  timoratul Peackock, vanzator ambulant de whiskey, făceau  parte amândoi dintre pasagerii sosiți cu diligența. În diligență mai urcă încă două persoane, mai degrabă forțat decât de bună voie. Una este prostituata Dallas, care este izgonită din oraș de către  Departamentul Femeilor din Liga Ordinii și a legii, sprijinite de ajutorul de serif. „Bărbații noștri ne vor fi recunoscători” afirmă una din virtuoasele doamne. Contrar acesteia, amenințarea apașilor fiind cunoscută, doamnele virtuoase încearcă să convingă pe doamna Mallory să renunțe la călătoria plină de pericole. Cealaltă persoană indezirabilă este jovialul doctor Boone, care datorită patimii de a bea, nu este nici el în grațiile “Ligii”. Gazda sa, tocmai l-a dat afară pentru ca de câtva timp nu a mai plătit chiria. Acesta îi spune lui Dallas că amândoi sunt victimele unei maladii numita „prejudecata socială”. 
În ultima clipă apare și elegantul Hatfield care se înscrie și el spontan pe lista pasagerilor. El îi oferă protecția sa doamnei Mallory, în caz de ceva. În Tonto el nu avea nicidecum un renume de gentleman, mai degrabă unul de cartofor notoriu. 
Diligența pleacă, dar după câteva sute de metri este oprită de încă un pasager, falitul bancher Gatewood, care tocmai își luase un mic bagaj în care se aflau cei 50 000 dolari aduși la bancă de puțin timp, banii fiind salariile muncitorilor. Motivează plecarea sa urgentă, cum că tocmai a primit o telegramă din Lordsburg și că este așteptat acolo, ceea ce nu putea fi adevărat, linia telegrafică fiind de câtva timp întreruptă. Ajunsă în prerie, diligența este oprită de un drumeț fără cal, având doar șeaua și o carabină. Este Ringo Kid, care se afla în drum spre Lordsburg, să se răzbune pe frații Plummer care îi uciseră tatăl și fratele, depunînd mărturie mincinoasă din care cauză a fost închis. Având nevoie de ajutor în cazul unui atac al apașilor, Marshalul îl ia cu ei dar îi confiscă carabina…

## Distribuție
- John Wayne – Ringo Kid
- Claire Trevor – Dallas
- Thomas Mitchell – doctor Josiah Boone
- Andy Devine – Buck
- John Carradine – Hatfield
- George Bancroft – șeriful (Marshalul) Curly Wilcox
- Donald Meek – Samuel Peacock
- Louise Platt – Lucy Mallory
- Berton Churchill – Henry Gatewood
- Brenda Fowler – doamna Gatewood
- Nora Cecil – Boones, hangiță
- Tim Holt – Locotenentul Blanchard
- Chris-Pin Martin – Chris, barman
- Elvira Ríos – Yakima, soția lui Chris
- Francis Ford – Billy Pickett, barman
- Marga Ann Deighton – doamna Pickett
- Tom Tyler – Luke Plummer
- Vester Pegg – Ike Plummer
- Joe Rickson – Hank Plummer
- Jack Pennick – Jerry, barmanul din Tonto
- Duke R. Lee – șeriful din Lordsburg[2]

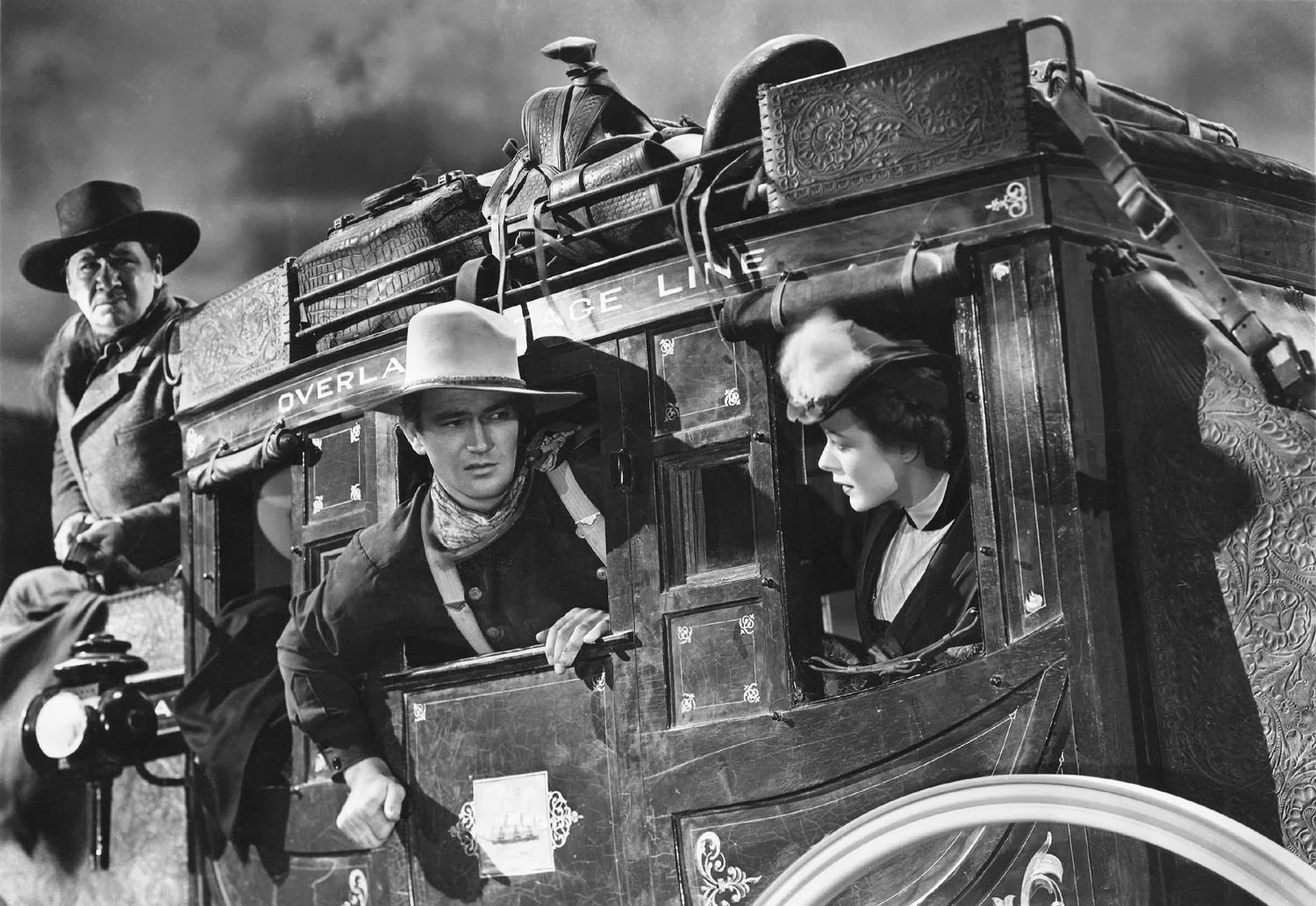
Scenă din film cu George Bancroft, John Wayne și Louise Platt

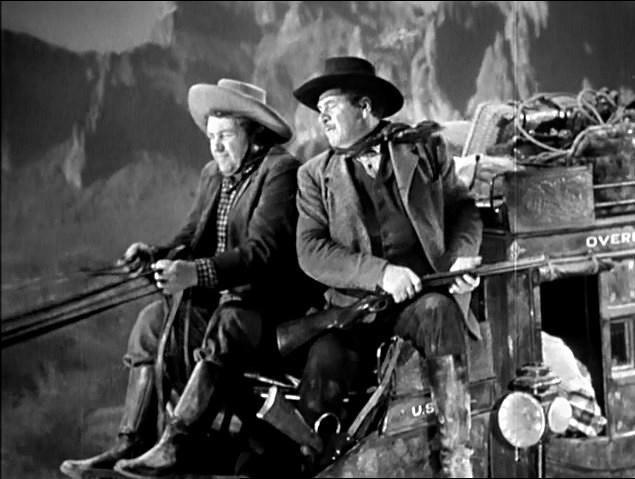
Andy Devine și George Bancroft

## Premii și nominalizări
- 1940 - Premii Oscar
  - Cel mai bun actor în rol secundar pentru Thomas Mitchell
  - Cea mai bună coloană sonoră pentru Richard Hageman, W. Franke Harling, John Leipold și Leo Shuken
  - Nominalizare Cel mai bun film pentru Walter Wenger
  - Nominalizare Cel mai bun regizor pentru John Ford
  - Nominalizare Cea mai bună imagine pentru Bert Glennon
  - Nominalizare Cele mai bune decoruri pentru Alexander Toluboff
  - Nominalizare Cel mai bun montaj pentru Otho Lovering și Dorothy Spencer

- 1939 - New York Film Critics Circle Award
  - Cea mai bună regie pentru John Ford
- 1939 - National Board of Review Award
  - Cele mai bune zece filme